# Вилоу Крик (Аљаска)
Вилоу Крик (енгл. Willow Creek) насељено је место без административног статуса у америчкој савезној држави Аљаска.

## Демографија
По попису из 2010. године број становника је 191, што је 10 (-5,0%) становника мање него 2000. године.
| Група             | 2000.       | 2010.       |
| Белци             | 170 (84,6%) | 153 (80,1%) |
| Афроамериканци    | 1 (0,5%)    | 4 (2,1%)    |
| Азијати           | 1 (0,5%)    | 2 (1,0%)    |
| Хиспаноамериканци | 2 (1,0%)    | 9 (4,7%)    |
| Укупно            | 201         | 191         |